# Anthelme Collet
Pour les articles homonymes, voir Collet.
Anthelme Collet, né le 10 avril 1785, à Belley, mort le 9 novembre 1840 à l'hôpital de la Marine à Rochefort, était un escroc qui fut un des modèles d’Honoré de Balzac pour son personnage de Vautrin (Collin de son vrai nom), et peut-être d’Honoré Daumier pour ses dessins de Robert Macaire.

## Enfance
Anthelme Collet est le fils de Claudine Bertin, tailleuse en robes et de Jean-Baptiste, menuisier-ébéniste. Anthelme Collet a 9 ans quand son père, engagé volontaire en tant que capitaine dans le  1er bataillon de l'Ain, trouve la mort dans le Piémont.
Un oncle maternel, curé réfractaire, l’emmène alors en Italie où, trop occupé par la politique, il néglige l'éducation de son neveu. Quand les émigrés peuvent enfin revenir en France, Anthelme est confié à Étienne Collet, un oncle du côté paternel, un ancien capitaine du génie de la campagne d’Égypte devenu chef de bataillon à son retour en France.
Celui-ci fait entrer son neveu, alors âgé de 15 ans et demi, au lycée de Fontainebleau. À 16 ans et demi, Anthelme Collet est reçu sous-lieutenant et intègre le 101e régiment d'infanterie de ligne, stationné à Brescia.

## Désertion et première escroquerie

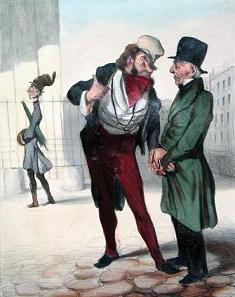
Robert Macaire, par Daumier.

En 1806, à l'âge de 21 ans, Anthelme Collet participe au siège de Gaète, où il est blessé. Dégoûté de l'armée, il déserte à sa sortie de l'hôpital grâce à un aumônier qui l'aide à se procurer un costume de bourgeois. L'aumônier le conduit chez les missionnaires du couvent de Saint-Pierre à Cardinal où Anthelme Collet recommence ses études en tant que novice. Il restera deux ans au couvent.
Chargé par le père supérieur d'une mission auprès d'un banquier à Naples, il escroque ce dernier de 22 000 francs et ne revient pas au couvent.

## Le brigand gentilhomme
Déguisé tour à tour en officier, moine, curé, évêque, commissaire des guerres, général, inspecteur des armées, il parcourt alors pendant quatorze ans la France et l'Italie en profitant de ses divers déguisements pour tromper et escroquer ses nombreuses victimes, majoritairement des militaires, des ecclésiastiques et des banquiers.
En Provence, il inspecte toutes les garnisons et s'en fait remettre les caisses ; à Nice, il ordonne soixante prêtres, récite en chaire un sermon de Louis Bourdaloue et convertit même des pécheurs.
Il sera finalement arrêté en 1820 et condamné par les assises du Mans à vingt ans de travaux forcés pour crime de faux en écriture. Il passe ses cinq premières années au bagne de Brest avant d'être transféré au bagne de Rochefort. En 1836, il fait paraître  ses mémoires dans lesquelles il se vante de ses exploits. En 1840, Anthelme Collet meurt à l'hôpital de la Marine de Rochefort, seize jours avant d'être libéré.

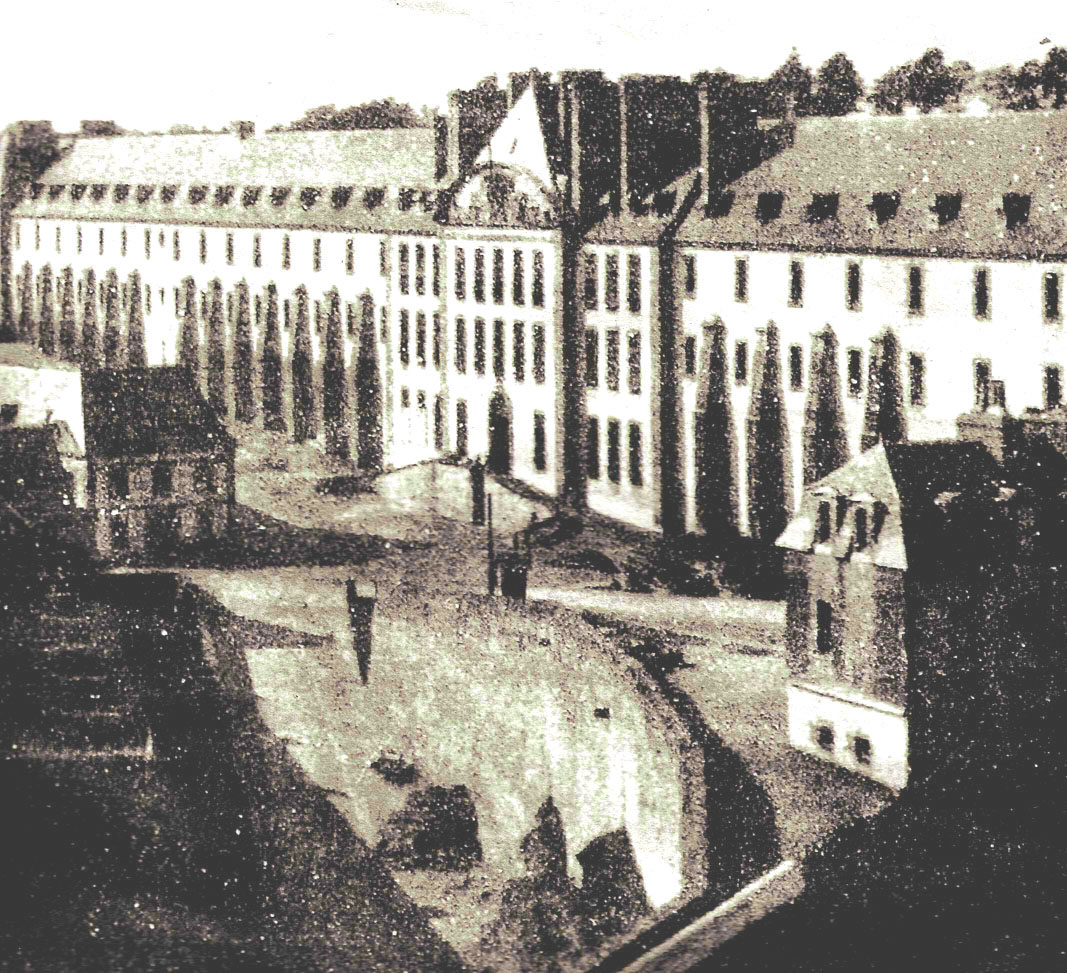
Le bagne de Brest vers la fin du XIXe siècle.
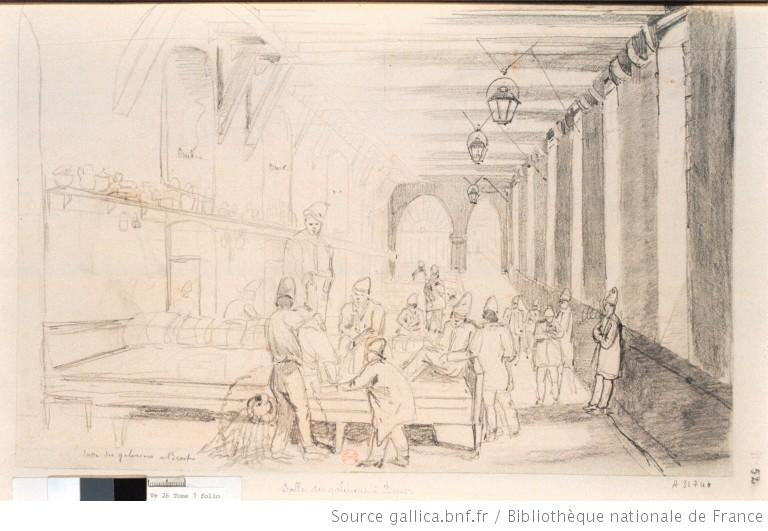
Le bagne de Brest : la salle des galériens.
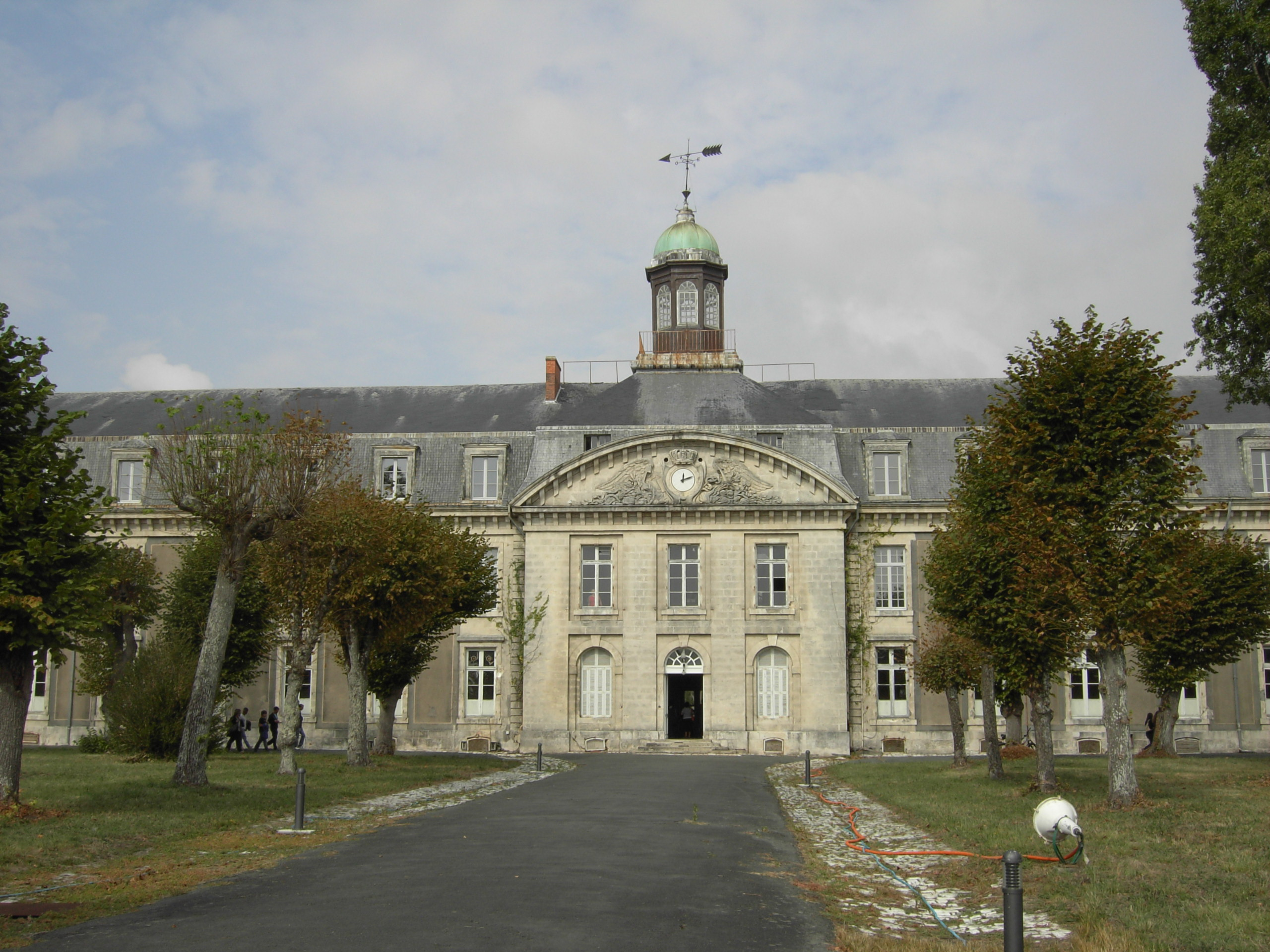
L'hôpital de la Marine de Rochefort.

## Le pédophile

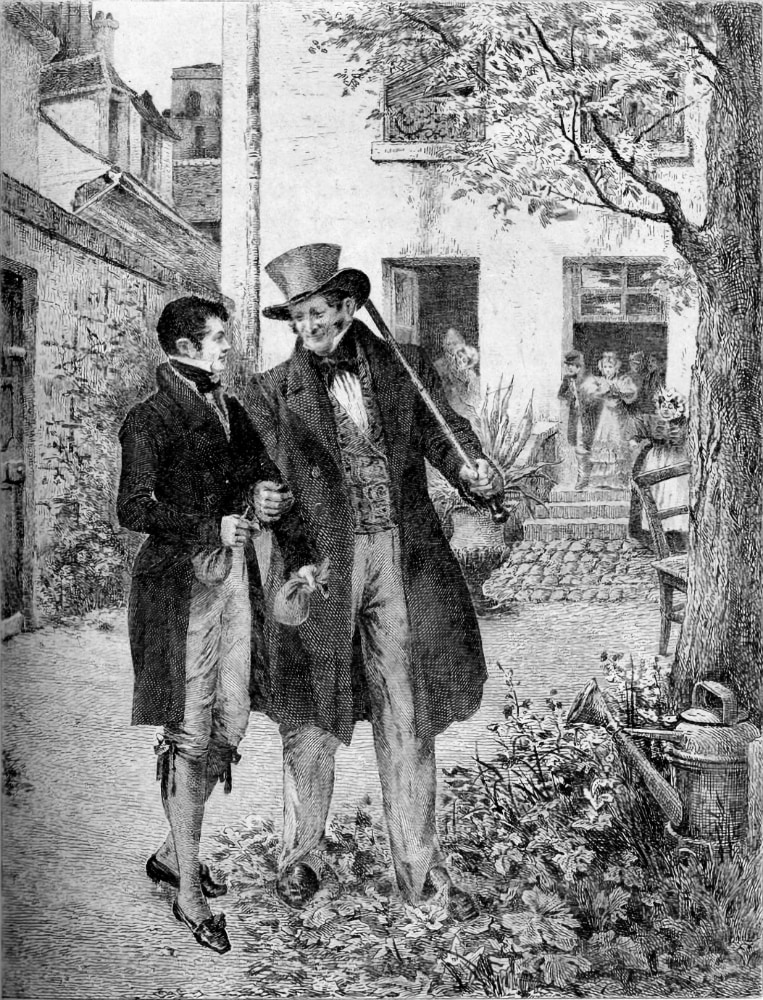
Vautrin et Rastignac (Le Père Goriot).

Les archives judiciaires révèlent que si Collet fut un bandit « sympathique, aimable et de bonnes manières » qui ne commit aucun meurtre, c’était également un pédophile cherchant ses proies parmi les jeunes garçons de 13 à 17 ans qu'il prenait à son service, afin de les forcer à avoir une liaison avec lui. Ces faits, à l'époque, n'intéressaient guère la justice.

## Postérité
Anthelme Collet a fait l'objet en 1981 d'un feuilleton édulcoré (il y est présenté comme un Casanova) en 6 épisodes de 52 minutes diffusés sur TF1 de Jean-Paul Carrère : Anthelme Collet ou Le brigand gentilhomme.
Son crâne et un moulage de sa tête sont visibles au musée national de l'Ancienne École de médecine navale de Rochefort.

### Œuvres
- Anthelme Collet, Mémoires d'un condamné ou vie de Collet, J. S. Raissac, 1836, 304 p. (lire en ligne)